# Nadja Higl
Nadja Higl, née le 2 janvier 1987 à Pančevo, est une nageuse serbe en activité, spécialiste des épreuves de brasse. Lors des Championnats du monde de natation 2009, elle remporte à la surprise générale la médaille d'or sur le 200 m brasse.

## Biographie
En 2008, elle participe aux Jeux olympiques disputés à Pékin. Alignée sur 100 et 200 m brasse, elle ne dépasse pas le stade des séries éliminatoires. 
En 2009, elle améliore sensiblement ses records personnels alors que l'usage des combinaisons 100 % polyuréthane est presque généralisé. La Serbe utilise elle une tenue de la marque Jaked. En juillet, à l'occasion de l'Universiade organisée à Belgrade, elle remporte deux médailles d'argent sur 100 et 200 m en améliorant de plusieurs secondes ses records personnels.
D'abord alignée sur 100 m brasse, elle parvient en demi-finale en égalant son record personnel en 1 min 07 s 80 mais ne se qualifie pas pour la finale puisqu'elle réalise le seizième et dernier temps. Plus tard, sur 200 m brasse, la Serbe se qualifie de nouveau en demi-finale tout en battant son meilleur chrono personnel, une performance qu'elle réédite lors des demi-finales avec le cinquième temps global.
En finale, la favorite est la championne olympique en titre Rebecca Soni. Partie excessivement rapidement, elle ne parvient pas à maintenir son rythme et ralentit considérablement dans les 50 derniers mètres. Troisième à ce moment-là, la Serbe revient sur l'Américaine avec la Canadienne Annamay Pierse et l'Autrichienne Mirna Jukić. À la surprise générale, elle remporte la course tandis que Soni termine au pied du podium alors qu'elle avait plus de deux secondes et demie d'avance avant la dernière longueur de bassin,. Elle bat à cette occasion le record d'Europe de l'épreuve et devient la première nageuse serbe sacrée championne du monde, quatre jours après le titre mondial de son compatriote Milorad Čavić sur 50 m papillon.

## Palmarès

### Championnats du monde
- Championnats du monde 2009 à Rome (Italie) :
  -  Médaille d'or du 200 m brasse.

### Championnats d'Europe
- Championnats d'Europe en petit bassin 2009 à Istanbul(Turquie) : 
  -  Médaille d'argent du 200 m brasse.

## Records

### Records personnels
Ces tableaux détaillent les records personnels de Nadja Higl en grand bassin au 31 juillet 2009. L'indication RE précise que le record personnel de la Serbe constitue l'actuel record d'Europe de l'épreuve en question.
| Épreuve      | Temps              | Compétition                         | Lieu         | Date       |
| 100 m brasse | 1 min 07 s 80      | Championnats du monde 2009 (séries) | Rome, Italie | 27/07/2009 |
| 200 m brasse | 2 min 21 s 62 – RE | Championnats du monde 2009          | Rome, Italie | 31/07/2009 |